# Стягайловка (Середино-Будский район)
Стягайловка (укр. Стягайлівка) — село,
Стягайловский сельский совет,
Середино-Будский район,
Сумская область,
Украина.
Код КОАТУУ — 5924486701. Население по переписи 2001 года составляло 301 человек .
Является административным центром Стягайловского сельского совета, в который, кроме того, входят село
Белоусовка.

## Географическое положение
Село Стягайловка находится на правом берегу реки Знобовка,
ниже по течению на расстоянии в 3,5 км расположен пгт Знобь-Новгородское,
на противоположном берегу — село Лютое.
Река в этом месте извилистая, образует лиманы, старицы и заболоченные озёра.

## История
Согласно материалам Генерального следствия о маетностях Нежинского полка 1729 года, Стягайловка была поселена слободой при гетмане Иване Мазепе знатным батуринским казаком Иваном Стягайло.
Иван Мазепа был гетманом Войска Запорожского на Левобережной Украине с 1687 по 1708 гг. В промежутке между указанными датами он пожаловал Ивану Стягайле пустошь на свободной войсковой земле вблизи реки Знобовки и разрешил ему поселить на ней слободку Стягайловку. Однако документы об этом были утрачены. В связи с этим определить точное время основания села не представляется возможным.
18 ноября 1708 года гетман Иван Скоропадский закрепил Стягайловку за Иваном Стягайло гетманским универсалом и одновременно с этим определил границы стягайловских земель, установив их «от рудни Добронидского и от самой речки Знобовки дубравою Елушицею да через речку Улицу до Вакового болота, а оттуда на старое будище, а от будища на Лютую речку ниже мельницы протопоповской да к селу Знобь».
После смерти Ивана Стягайла Стягайловка, по одним данным, перешла по наследству к его сыну Петру Стягайло (Стягайленко), который в 1727 году продал её князю Меншикову, а по другим – к значковому товарищу Стародубского полка Левону Стягайло, который в 1722 году продал её тому же Меншикову.
Во владении Меншикова Стягайловка находилась до 8 апреля 1728 года, после чего была «отписана Его Императорскому Величеству».
11 июля 1740 года императрица Анна Иоанновна повелела организовать на Украине конный завод и передала ему в полное ведение ранее принадлежавшие князю Меншикову «города Батурин и Ямполь, со всеми к нему принадлежащими местечками, слободами, сёлами, деревнями». Среди них, вероятно, была и Стягайловка. Однако каких-либо указаний на это мы не нашли.
После ликвидации конного завода Стягайловка была возвращена Её Императорскому Величеству и 10 ноября 1764 года пожалована ею вместе с другими населёнными пунктами Ямпольской волости в вечное и потомственное владение действительному тайному советнику Ивановичу Неплюеву, «за его долговременную и безупречную службу, а особливо за учинённое им в Оренбурге знатное приращение государственных доходов».
В его владении село находилось до его смерти, наступившей 11 ноября 1773 года, после чего перешло по наследству к его младшему сыну – тайному советнику и сенатору Николаю Ивановичу Неплюеву. На момент описания Новгород-Северского наместничества 1779–1781 гг. Николай Иванович владел в Стягайловке 58 дворами и 59 хатами. В них проживало 59 обывателей со своими семьями, большинство из которых занимались выращиванием конопли и изготовлением из неё конопляного масла.
24 мая 1784 года Н.И. Неплюев умер. После его смерти Стягайловка досталась его старшему сыну тайному советнику Ивану Николаевичу Неплюеву (26.03.1750 – 6.07.1823), а от него перешла к его сыну, полковнику Ивану Ивановичу Неплюеву373.
21 декабря 1851 года Иван Иванович подарил Стягайловку своей дочери Наталье (1826 – 5.08.1856), от которой она перешла к её мужу Карлу Людвиговичу Шуленбургу и детям: Ивану и Марии.
Накануне отмены крепостного права, в 1859 году, в Стягайловке числилось 63 двора, в которых проживало 465 жителей. Большинство из них были крепостными и принадлежали Шуленбургам.
После смерти К.Л. Шуленбурга, наступившей 7 февраля 1874 года, его владения в Стягайловке унаследовал его сын Иван Карлович Шуленбург (7.05.1850 – 16.06.1891), а от него они перешли к его второй жене Елизавете Дмитриевне Шуленбург (? – 1898) и сыну Сергею (20.05.1875 – ?), которые, по преданию, продали их помещику Леницкому.
В 1896 году в Стягайловке была открыта школа грамоты, в которой 1 января 1899 года обучались 23 мальчика. Школа находилась в частном доме, а в 1915 году для неё было построено новое школьное помещение.

## Экономика
- ООО «им. Чкалова».